# Associação Atlética Flamengo
L'Associação Atlética Flamengo, noto anche semplicemente come Flamengo, è una società calcistica brasiliana con sede nella città di Guarulhos, nello stato di San Paolo.

## Storia
Il club è stato fondato il 1º giugno 1954. Ha vinto il Campeonato Paulista Série B2 nel 1999, il Campeonato Paulista Segunda Divisão nel 2000, e il Campeonato Paulista Série A3 nel 2008.

## Palmarès

### Competizioni statali
- Campeonato Paulista Série A3: 1

2008
- Campeonato Paulista Segunda Divisão: 1

2000
- Campeonato Paulista Série B2: 1

1999